# 威立雅環境
威立雅環境（法語：Veolia Environnement），品牌Veolia（希臘神話中風神埃俄羅斯的別名），是一家提供水管理、废物管理、运输和能源服务的法国跨国公司。公司前身是1853年12月14日成立的通用水務公司（Compagnie Générale des Eaux），1998年改名為威望迪（Vivendi）。2000年，威望迪分拆供水和廢物清理業務及其它公共設施服務為威望迪環境（Vivendi Environnement）。2003年4月，威望迪環境改名為威立雅環境，下設威立雅運輸集團經營交通運輸業務。
威立雅環境的業務可分為四個分部，分別為水部、垃圾清理部、電氣部與運輸部。
截至2012年，威立雅在48个国家雇用了318,376名员工。2012年年度收入为294亿欧元。公司已在巴黎泛歐交易所上市。总部设于巴黎十六区。
2021年12月，欧盟委员会正式批准威立雅環境(Veolia)收购蘇伊士環境集團(Suez)

## 運輸部
2011年3月份，威立雅運輸集團與舊法國交通發展集團合併，成為新的合資公司威立雅－交通發展集團（現已改名為法國交通發展集團)。威立雅環境至今還擁有法國交通發展集團的30%股權。　法國交通發展集團在中國與香港營運香港電車與瀋陽有軌電車。